# Ángel Escudero del Corral
Ángel Escudero del Corral (Puebla de Sanabria, Zamora, 27 de julio de 1916 - Madrid, 9 de abril de 2001) fue un jurista español que ocupó la presidencia del Tribunal Supremo entre 1977 y 1980.

## Biografía
Nacido en la localidad sanabresa de Puebla de Sanabria, era hijo de José Escudero, natural de la villa sanabresa, y de su esposa, natural de Villardeciervos, y nieto por línea paterna de otro José Escudero y de Dolores Arias, natural de Santa Colomba de Sanabria. 
Licenciado en Derecho, ingresó en la carrera judicial en 1944. Tras ejercer como juez en Pontevedra y otros destinos en Galicia ocupó la presidencia de la Audiencia Provincial de Ávila entre 1958 y 1967, año en el que fue nombrado magistrado de la Sala II del Tribunal Supremo. El 3 de agosto de 1977 se convirtió en presidente del Tribunal Supremo, cargo que ocupó durante tres años, hasta que fue sustituido por Federico Carlos Sainz de Robles y Rodríguez. 
Entre 1980 y 1986 fue miembro del Tribunal Constitucional.  Al producirse su jubilación fue nombrado magistrado emérito de este tribunal.
| Predecesor: Valentín Silva Melero | Presidente del Tribunal Supremo 1977 - 1980 | Sucesor: Federico Carlos Sainz de Robles y Rodríguez |

## Fuente y referencias
- Ángel Escudo del Corral, magistrado. Diario El País. (21-04-2001)

1. ↑  Horcajo, Xavier. El Rey designa a Ángel Escudero presidente del Tribunal Supremo. El País.com. (01-03-1996)
2. ↑  Ángel Escudero del Corral, Magistrados Eméritos. Tribunal constitucional

- Datos: Q6173133